# Хайк (одяг)

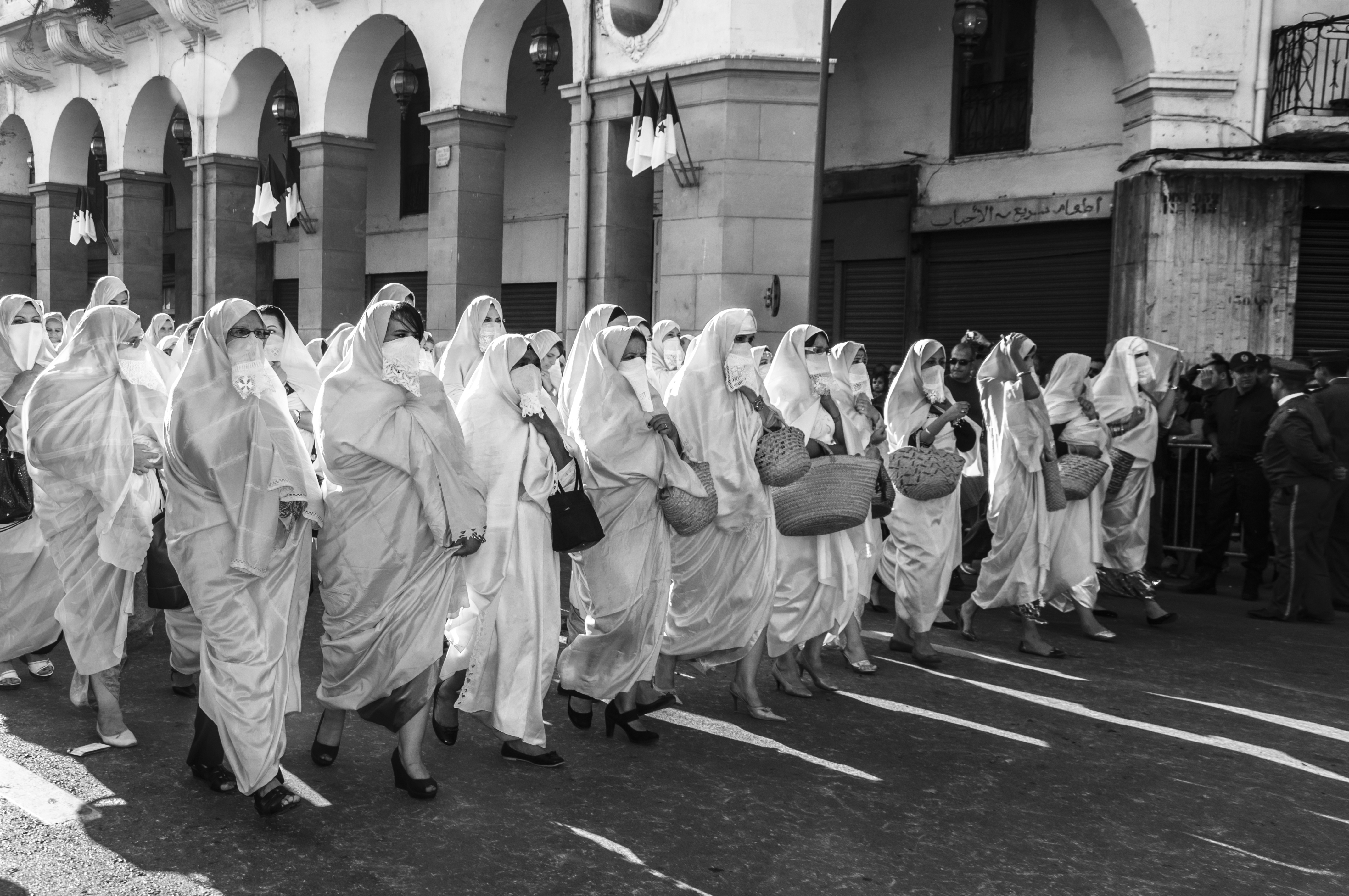
Алжирські жінки в хайку під час демонстрації в Алжир

Хайк (з арабської: حايك) — це традиційний жіночий одяг, який носять у Алжирі. Хоча хайк може бути як білим, так і чорним, найчастіше зустрічається білий варіант. Він являє собою великий прямокутний шматок тканини, розміром приблизно 6 на 2,2 метра. Тканину обгортають навколо тіла, фіксуючи на талії поясом, а верхні краї підіймають до плечей і скріплюють фібулою.

## Етимологія
Слово «хайк» бере свій початок з магрибського діалекту арабської мови, де походить від арабського дієслова зі значенням «ткати». У французькій мові слово «хайк» вперше з'явилося в 1654 році у формі «heque». Згодом воно зазнало кількох варіацій написання: «hayque» (1667), «alhaic» (1670), «eque» (1670), «haic» (1683), «hayc» (1686). Цікаво, що у французькій мові слово «haik» спочатку було жіночого роду (з 1725 року), але в 1830 році його рід змінили на чоловічий.

## Походження та опис

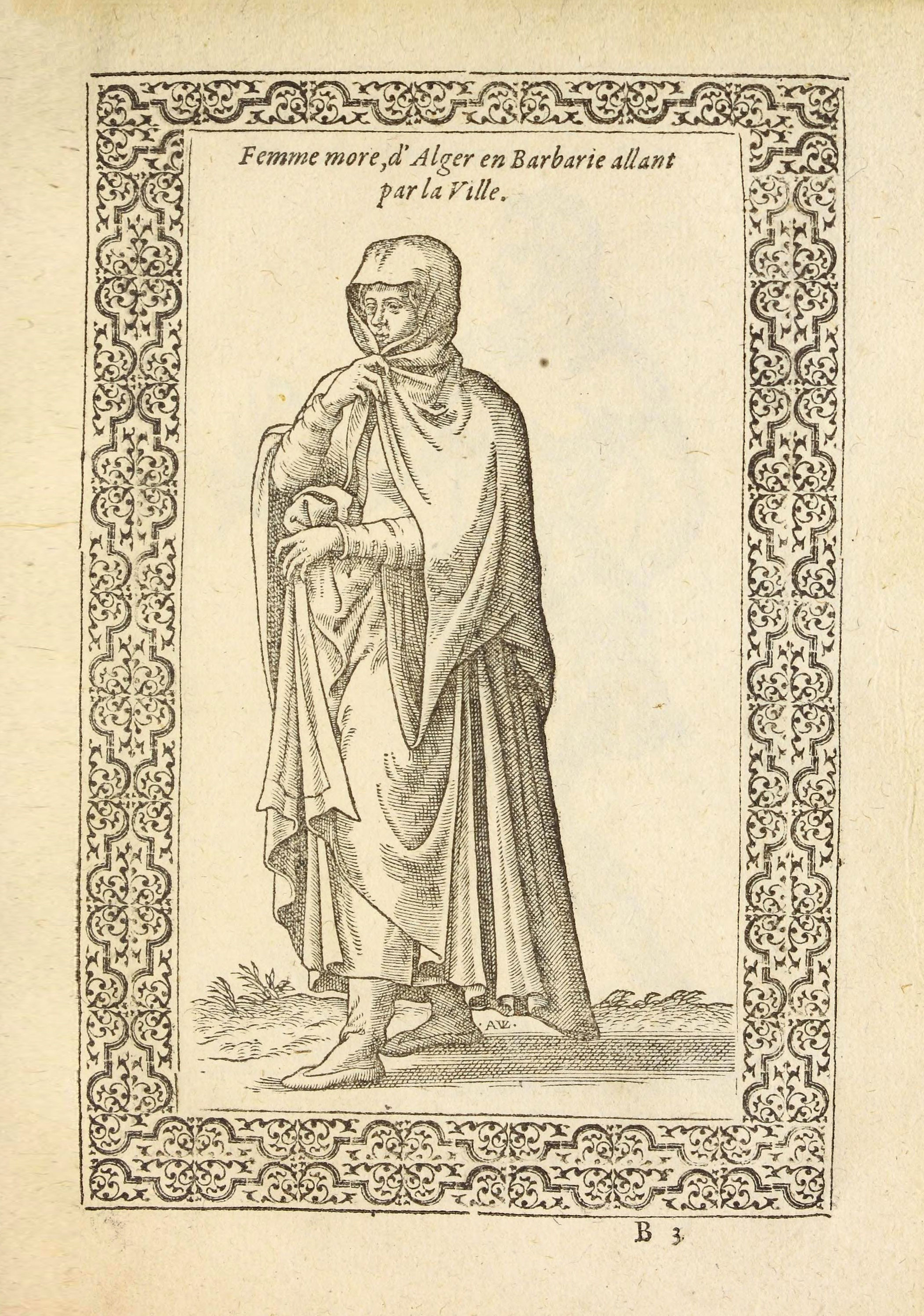
Ілюстрація алжирця в хайку XVI століття.

Хайк має арабо-андалузьке коріння та широко розповсюджений в країнах Магрибу У 1792 році на сході Алжиру з'явилася «млая» — чорна вуаль, яку почали носити як жалобу за Салах-беєм, беєм Константіна. Хайки виготовляли з вовни, шовку або штучного шовку. Завдяки своїй зручності, цей одяг швидко став популярним по всій країні. Проте, спосіб носіння хайка міг відрізнятися залежно від місцевих соціокультурних звичаїв.  Англійський антрополог Томас Атол Джойс у своїй книзі 1915 року «Жінки всіх націй: опис їхніх рис, звичок, манер, обрядів та впливу» так описує жіночий одяг в Алжирі:
Зазвичай арабські жінки носять білу смугасту шаль, що називається «хайк». Матеріал для хайка обирають залежно від соціального статусу та достатку жінки – від грубої тканини до тонкої. Хайк накидають на голову так, щоб він повністю закривав жінку з голови до ніг. Під хайком, на нижній частині обличчя, жінки пов'язують хустку з білого полотна, що називається «джар». Вона закриває все обличчя, крім очей, перенісся та невеликої частини чола, що залишається відкритою з-під хайка.  Одяг берберських жінок простіший, ніж в арабів. Зазвичай це довга тунікоподібна сукня, підперезана поясом на талії, та кольорова шаль або хустка, накинута на плечі. Берберські жінки мають значно більше свободи, ніж арабки, і вони не носять хайк, що повністю закриває тіло. З прикрас вони віддають перевагу намистам, браслетам, золотим ланцюжкам або намисту з бісеру, сережкам, а іноді й кільцям у ніс.
Особливий різновид хайка, відомий як хайк-мрама, набув великої популярності серед жінок.  Цьому сприяли його витончений дизайн, особливий спосіб носіння та високоякісні тканини, що використовувалися майстрами. Хайк-мрама з'явився наприкінці XIX століття і став улюбленим одягом міських мешканок Алжиру та його передмість. Цей тип покривала часто асоціюється з жіночою красою, надихаючи багатьох поетів і співаків Шаабі, які присвятили йому численні твори.
У Нідерландах та Бельгії з XIV і до кінця XIX століття був поширений різновид хайка, що мав назву «хуік». Як правило, для його виготовлення використовували вовну або шовк чорного кольору. Хуік захищав жінок від негоди, а з часом його почали використовувати і як траурний одяг.

## Сучасне використання
- В Алжирі Хайк поступово виходить з ужитку. Проте, літні жінки все ще носять його, хоча й досить рідко.[13]
- У Марокко Хайк майже повністю вийшов з ужитку. Його ще можна зустріти в таких містах, як Шефшауен, Ес-Сувейра та Фігіг. Зрідка хайки одягають літні жінки в Уджда. У містах Тарудант і Тізніт хайки бувають чорного або синього кольорів.
- У Тунісі сафсері, туніський різновид хайка, практично вийшов з ужитку. Сафсері виготовляють з цільного шматка тканини, і він не закриває обличчя. Проте, інколи його ще можна зустріти, особливо як елемент традиційного одягу серед літніх жінок.

## Галерея

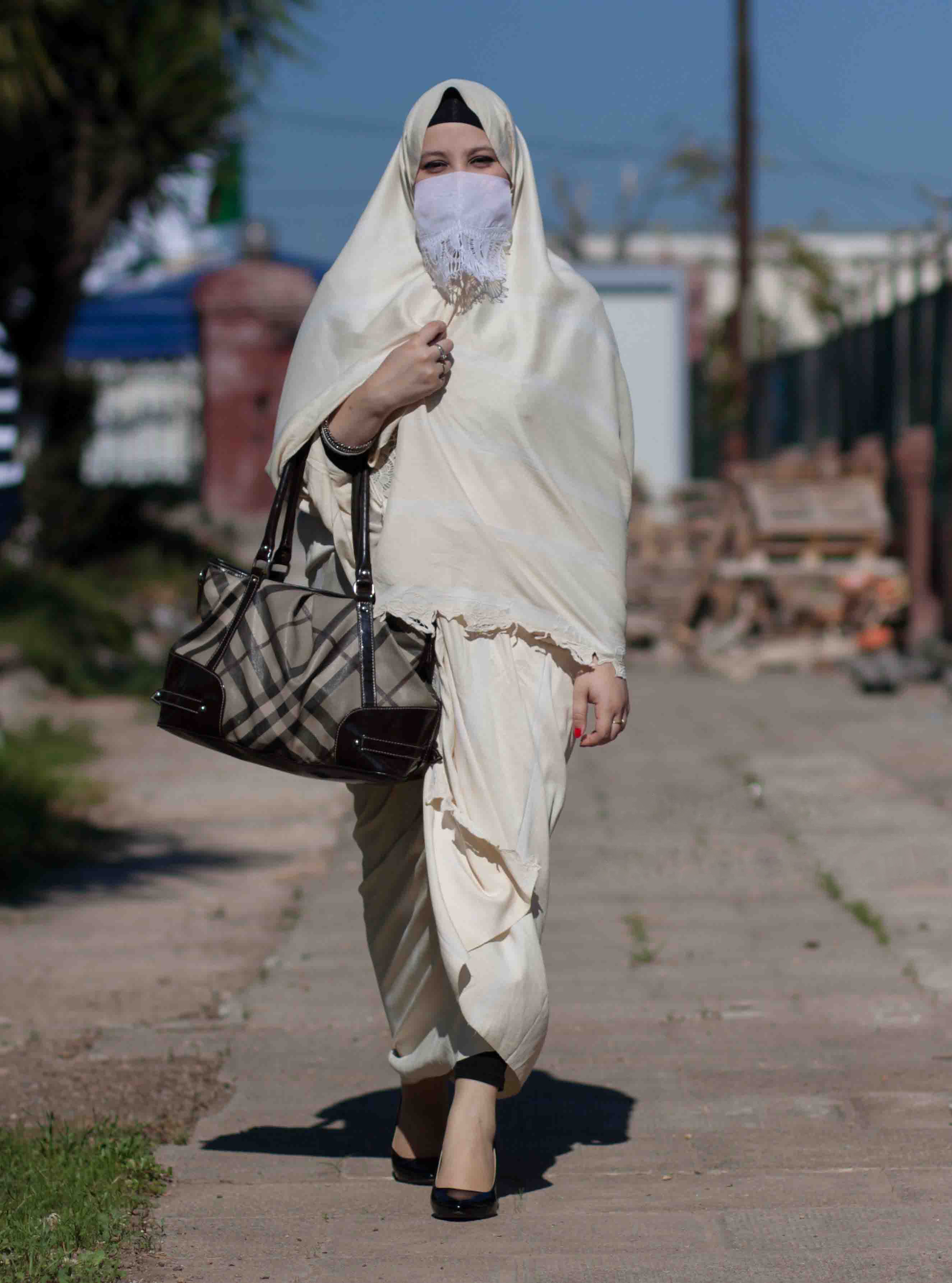
Жінка в хайку в Алжирі, Алжир.
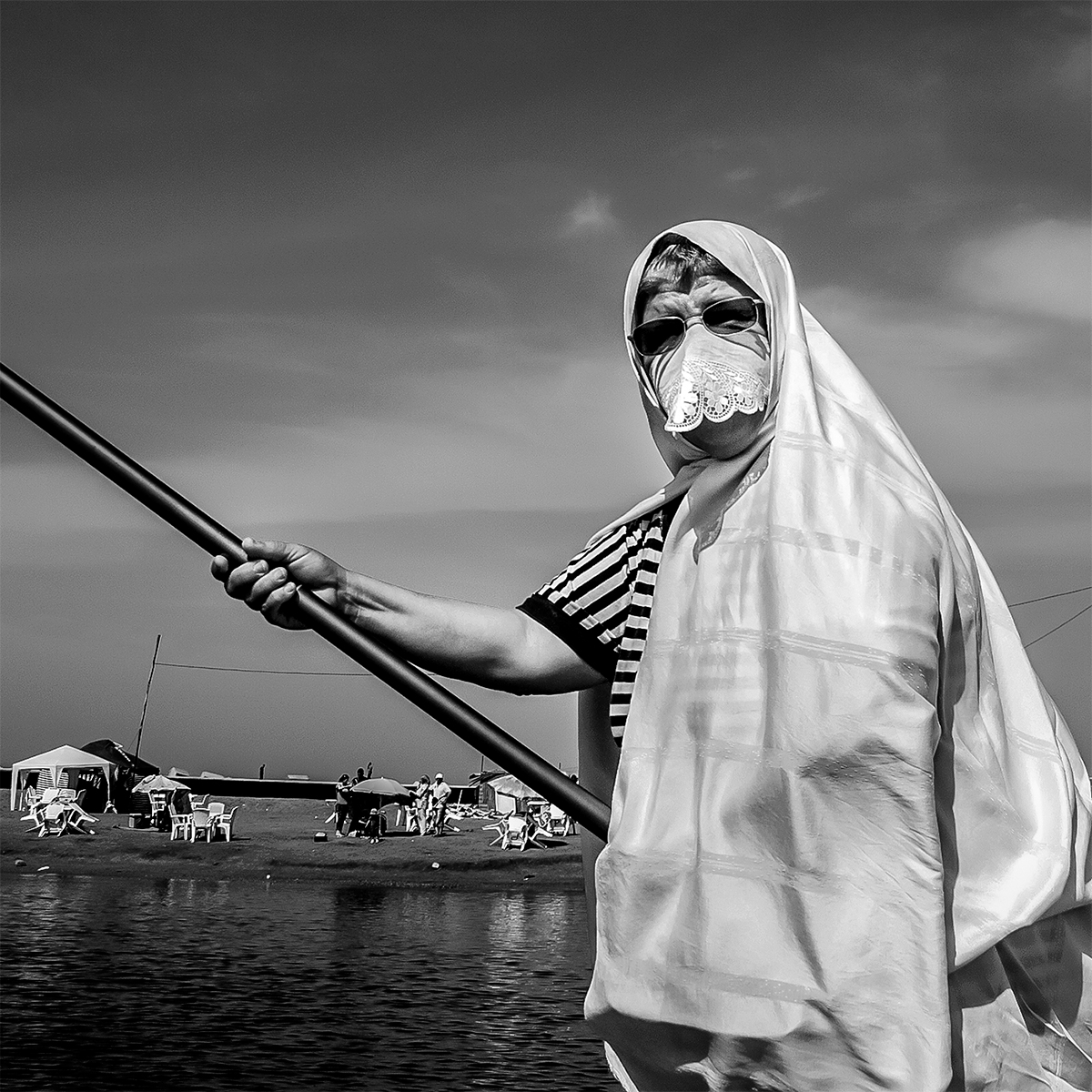
Алжирська жінка ловить рибу у своєму хайку.
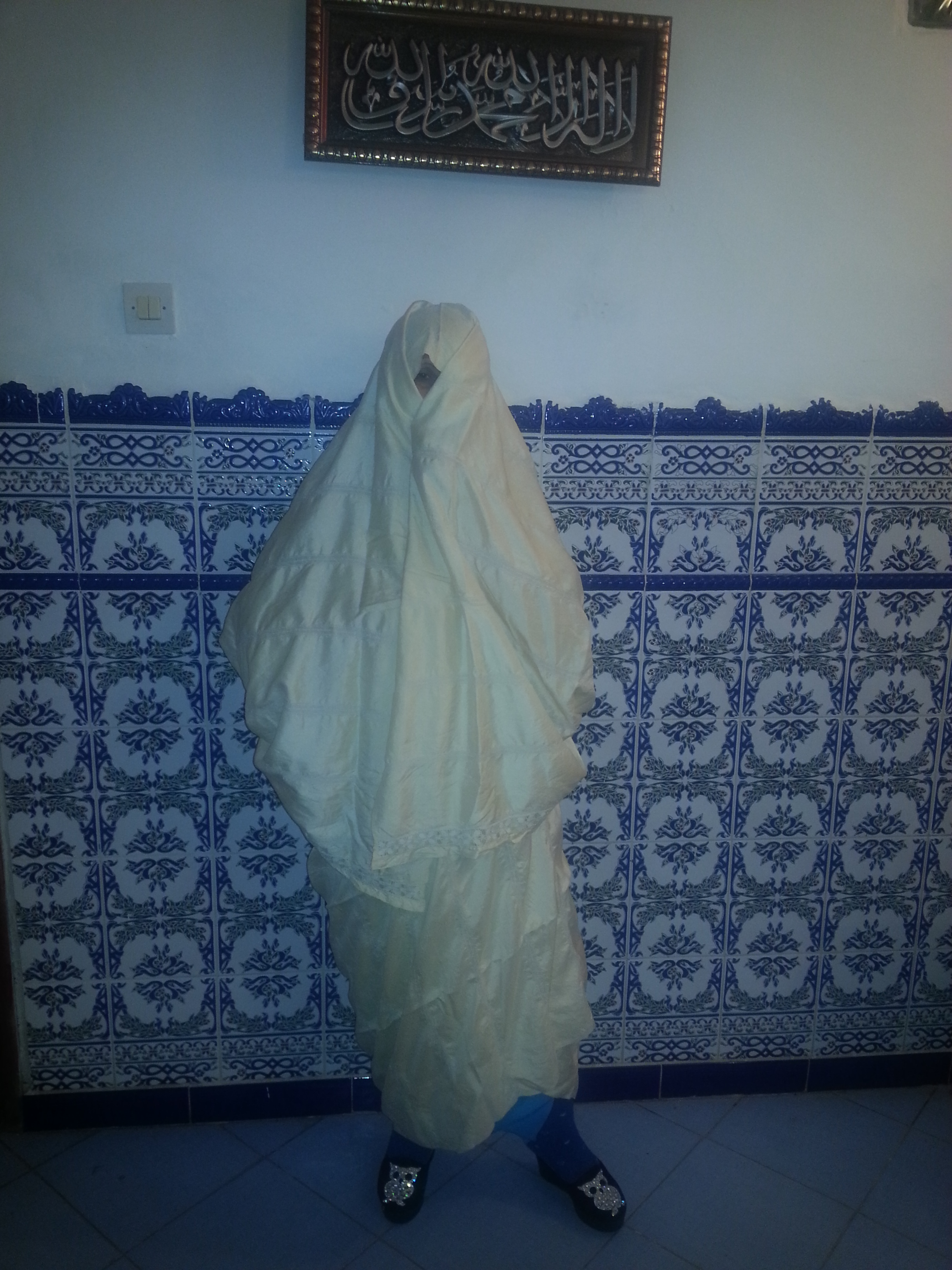
Жінка в хайку в Маскарі, Алжир.
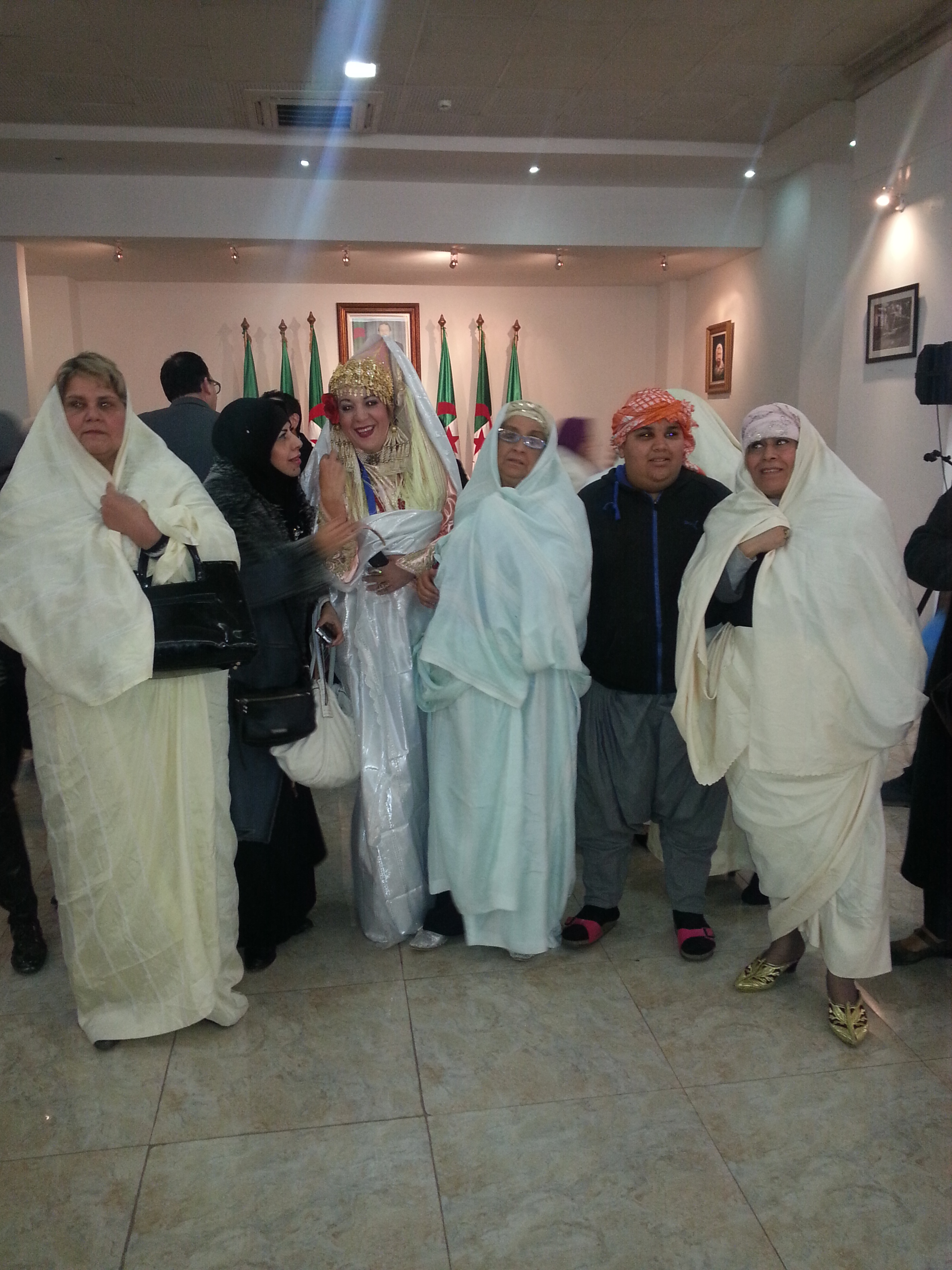
Жінки в хайку в місті Оран, Алжир.
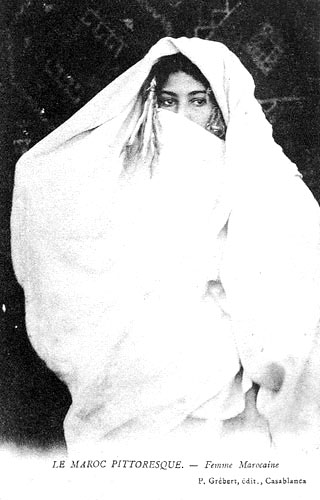
Марокканська жінка в традиційному хайку.
Алжирські жінки носять хайк.